# Sciara heteroptera
Sciara heteroptera är en tvåvingeart som beskrevs av Meijere 1913. Sciara heteroptera ingår i släktet Sciara och familjen sorgmyggor. Inga underarter finns listade i Catalogue of Life.